# MACEK

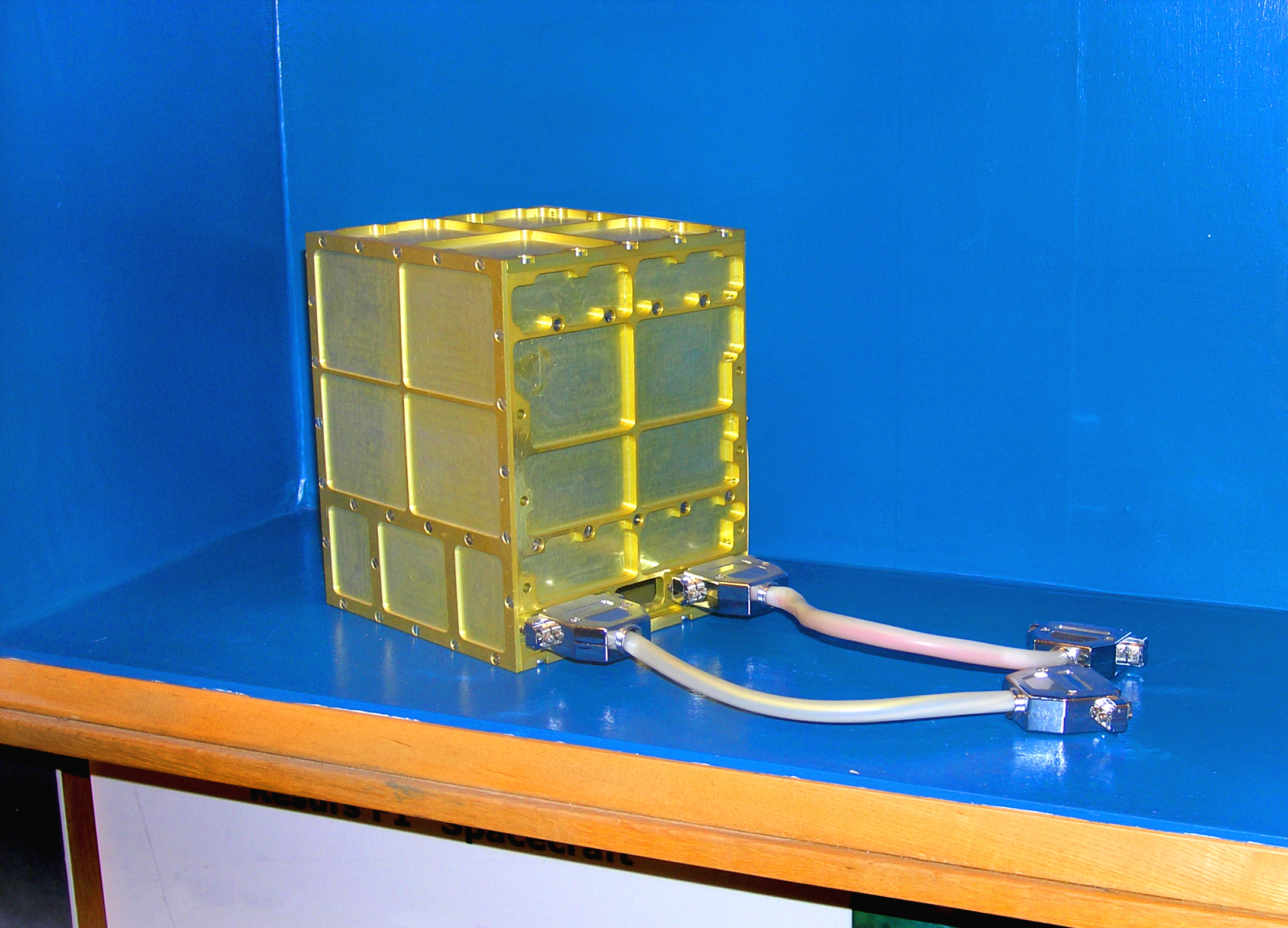
Mikroakcelerometr MACEK

Mikroakcelerometr MAC-03, zvaný MACEK, je zařízení pro měření negravitačních zrychlení, tedy těch, která jsou způsobována jinými silami než gravitací. Je to především odpor atmosféry a tlak slunečního záření (přímého i odraženého od Země). 

## Konstrukce a princip měření
Hlavními částmi tohoto mikroakcelerometru je krychlová ocelová komůrka o straně 30mm, ve které se volně vznáší pokovená krychle z křemenného skla o hraně 29,6 mm. Na ocelovou komůrku, která je pevně spojena a tělesem družice, působí jak gravitační, tak negravitační síly. Na vnitřní krychli však působí jen gravitační síly, a proto je možno z pohybu krychle uvnitř komůrky zjišťovat vliv negravitačních sil – tedy měřit negravitační zrychlení. Pohyb krychle je zjišťován měřením vzdálenosti mezi jejími stěnami a vnitřními stěnami komůrky. K tomu slouží tři polohové detektory POLDET na kapacitním principu (pro krajní hodnoty ±2,5 pF s nepřesností ±0,0025 pF). Další součástí je blok elektroniky, který obsahuje napájecí zdroj a generátor pomocného napětí, řídící obvody polohy krychličky, převodníky napětí a řídící počítač. Mikroakcelerometr může pracovat ve dvou měřících rozsazích (2x10−4 ms−2 a 5x10−5 ms−2) s rozlišovací schopností 2x10−10 ms−2.

## Využití
Přístroj byl použit na ruské družici Resurs v roce 1992 a především na palubě raketoplánu Atlantis při letu STS-79 v roce 1996. Byl také hlavní součástí české družice MIMOSA vypuštěné v roce 2003; zde se jej však nepodařilo zprovoznit.